# مارگارت استاینهیل
مارگارت استاینهیل (انگلیسی: Marguerite Steinheil؛ ۱۶ آوریل ۱۸۶۹ – ۱۷ ژوئیهٔ ۱۹۵۴ (۸۵ سال)) یک زن فرانسوی بود که به خاطر روابط عاشقانه‌اش با مردان مهم شهرت داشت. او زمانی بدنام شد که مشخص شد در هنگام مرگ رئیس‌جمهور فرانسه فلیکس فوره که گفته می‌شود هنگام داشتن رابطه جنسی با او تشنج کرده بود، حضور داشته‌است. او بعداً به اتهام قتل همسر و مادرش محاکمه شد، اما تبرئه شد.